# The Strong Man's Burden
The Strong Man's Burden é um filme mudo norte-americano de 1913, do gênero drama dirigido por Anthony O'Sullivan, estrelado por Kate Bruce, Harry Carey e Lionel Barrymore.

## Elenco
- Kate Bruce
- Harry Carey
- Lionel Barrymore
- William J. Butler
- Claire McDowell